# Washiqur Rahman Babu
Washiqur Rahman Babu (* 1. Juni 1988; † 30. März 2015 in Dhaka; bengalisch Ōẇashikur Raḥmān) war ein bangladeschischer Bürgerrechtler und Online-Aktivist.

## Leben und Werk
Rahman setzte sich für einen säkularen Umgang mit Religionen in seinem Heimatland ein. Im Internet machte Rahman sich mit Religionssatire einen Namen.

## Tod
Nur wenige Tage vor seinem Tod schrieb Rahman einen Beitrag. Darin hieß es u. a.: „Heute ist Bangladeschs Befreiungstag / Der Mullah hat Freiheit, Extremisten haben Freiheit, / Muslime haben Freiheit, die Korrupten haben Freiheit, / […] / Nicht frei: die Bauern und Arbeiter / Nicht frei: Eingeborene und Minderheiten / Nicht frei: Freidenker / Nicht frei: All jene, die nur Menschen sein wollen …“.
Rahman wurde vor seinem Haus in Dhaka ermordet. Die Mörder besuchten eine Koranschule.
Der Fall erinnert an die Ermordung von Avijit Roy fünf Wochen zuvor sowie an diejenige Ahmed Rajib Haiders im Jahr 2013, die beide von religiösen Fanatikern getötet wurden.